# Euphaedra adonina
Euphaedra adonina är en fjärilsart som beskrevs av William Chapman Hewitson 1865. Euphaedra adonina ingår i släktet Euphaedra och familjen praktfjärilar. Inga underarter finns listade i Catalogue of Life.

## Bildgalleri

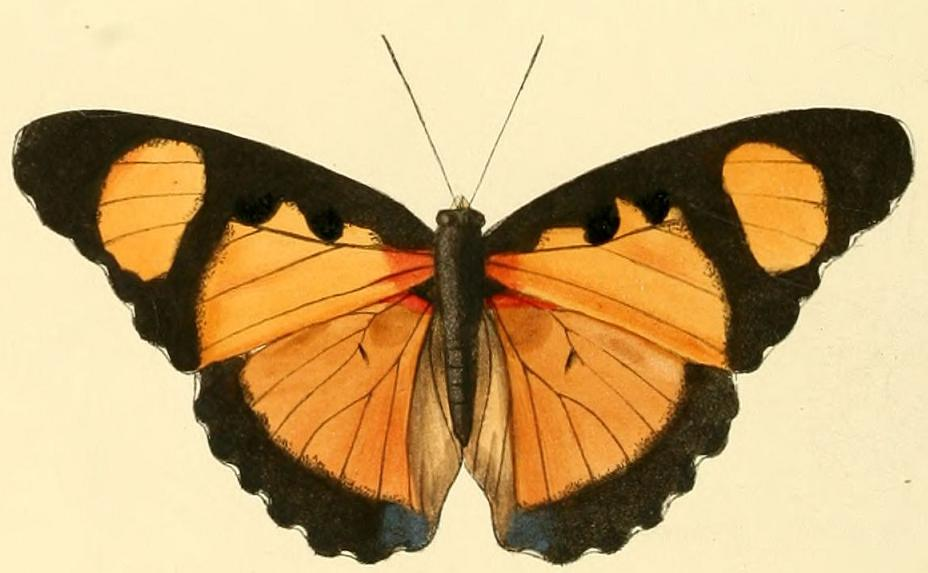
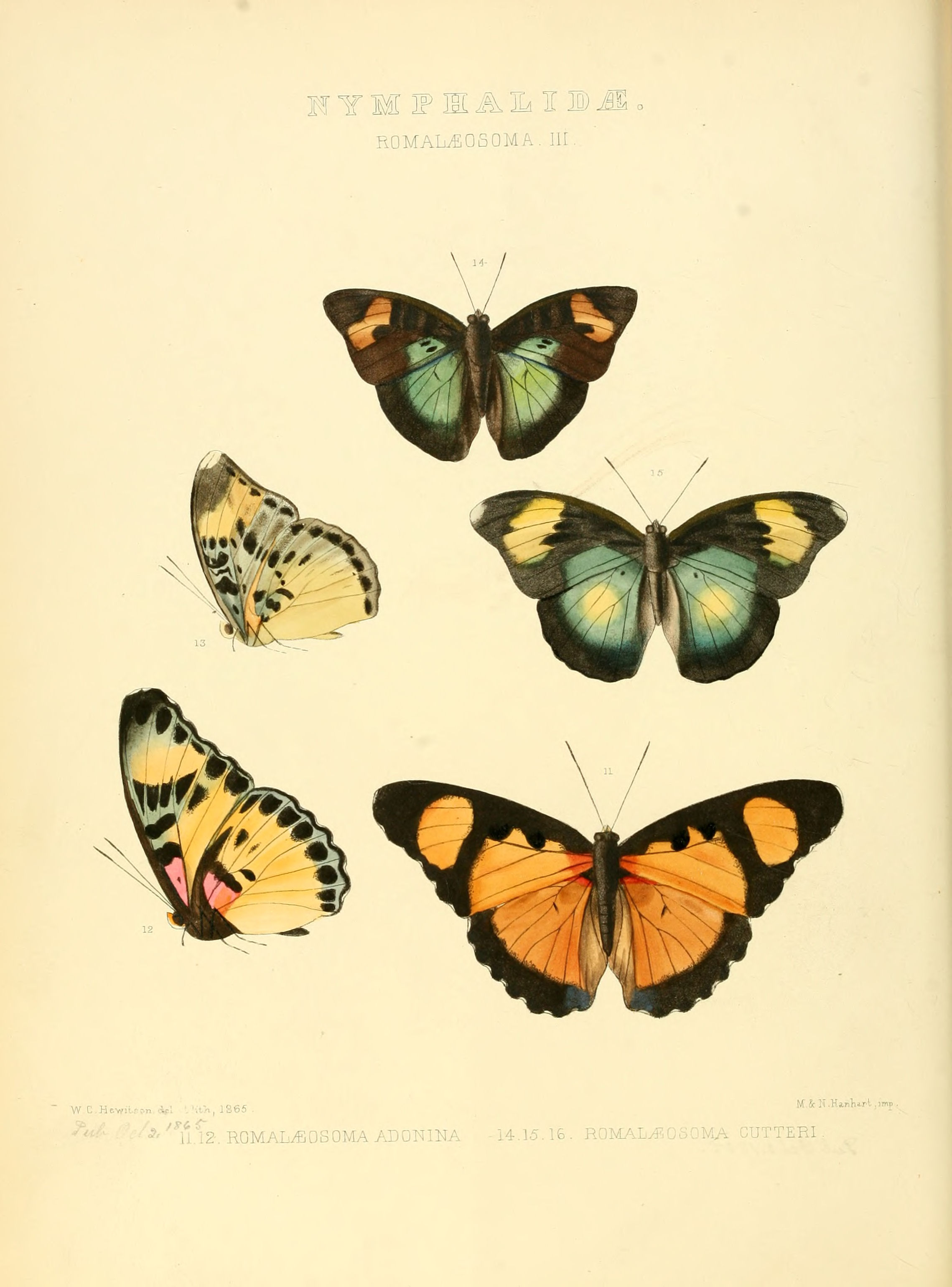